# أمير عبد الحسين
أمير عبد الحسين الشويلي (1 أيار/مايو 1994) في بغداد) هو ممثل كوميدي عراقي.

## مشواره المهني
هو خريج معهد الفنون الجميلة قسم التشكيل ومن ثم تحول إلى التمثيل وطالب في كلية الفنون الجميلة. دخل الوسط الفني في سنة 2014 بعد أن اكتشفه أمير أبو الهيل واشتهر في عدة برامج، منها: ولاية بطيخ في شخصية أموري طيلة المواسم الخمسة ويستخدم كلمتي «شفتك سمير» و«عادي»، كما شارك في مسلسل زيدان المليان، بدأ مشواره التمثيلي في برنامج وادي السلام على قناة العراقية ثم تحول مع نجوم ولاية بطيخ بعد أن اكتشف موهبته الكوميدية المخرج علي فاضل كما حصل بينه وبين المنتج عمار علوان خلاف بسبب نيته السفر لكن دعاه المنتج عمار علوان إلى اختبار التمثيل وعدل بسببه أمير عن سفره لكن اتضح فيما بعد عدم قبول المنتج لتمثيل أمير عبد الحسين.

## أعماله

### مسلسلات[3]
- وادي السلام[4]
- علج مي (الجزء 1-3)
- السيدة كولا
- زيدان المليان
- بنج عام
- أفتح يا بستم رسوم متحركه
- أيام الإجازة الجزء الثاني
- الجنة والنار (2024) - وأخذ دور حيدر.[5]

### برامج
- شخاطة
- ولاية بطيخ (الموسم 1-6)

### مسرحيات
مجموعة مسرحيات مع فريق ولاية بطيخ.